# Schienenverkehr in Chōsen

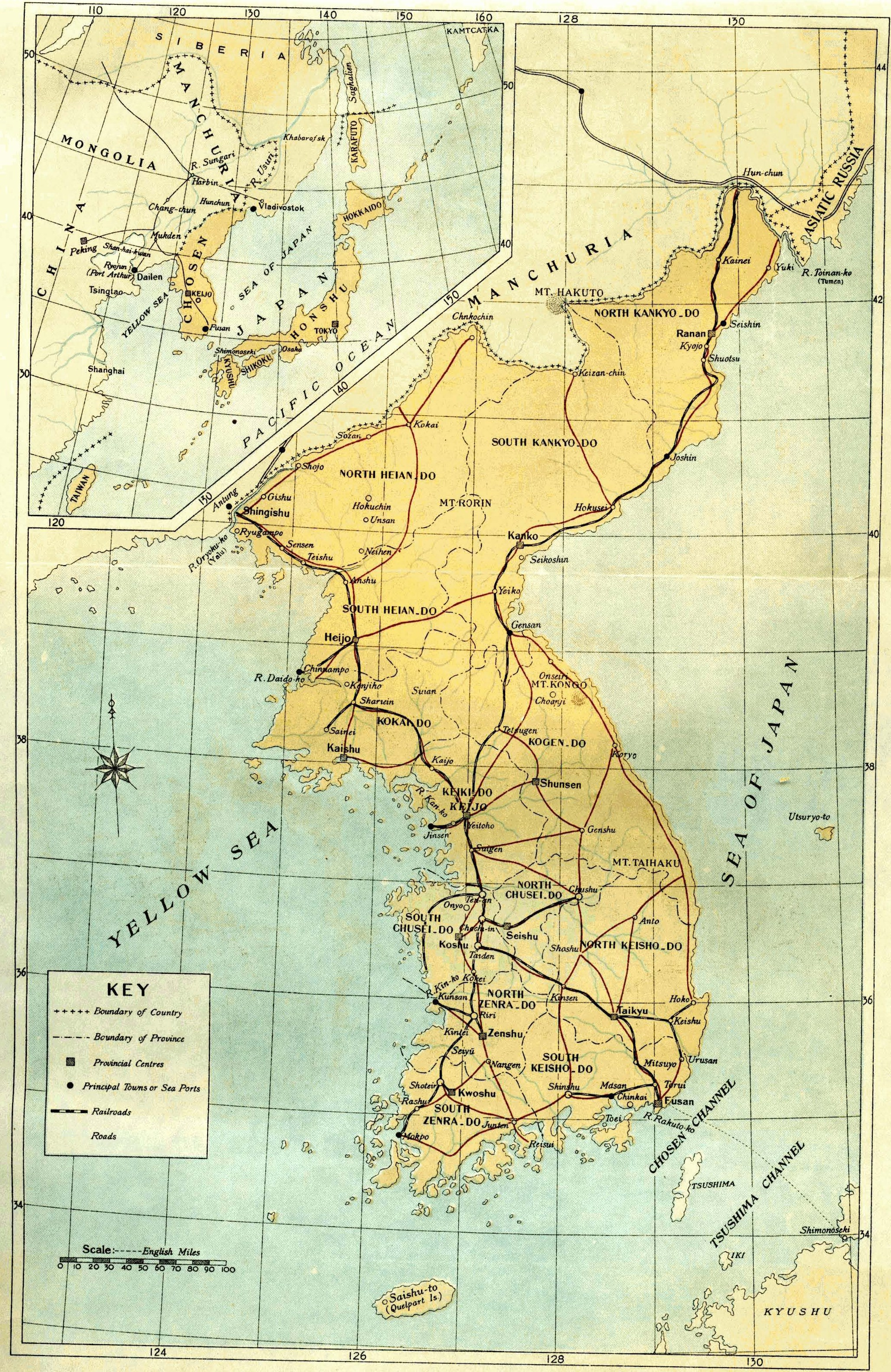
Eisenbahnen in Chōsen um 1929

Der Artikel Schienenverkehr in Chōsen behandelt den Schienenverkehr in der Zeit, in der sich Korea unter dem Namen Chōsen unter japanischer Herrschaft befand (1910 bis 1945/48). Die in dieser Zeit errichteten Bahnstrecken bilden auch den überwiegenden Teil und das Grundgerüst des heutigen Schienennetzes in Nord- und Südkorea. Aufgrund der Verwendung von amerikanischen Wagen und Schienenmaterial wurde die Normalspur in Chōsen bzw. Korea eingeführt.

## Vorgeschichte

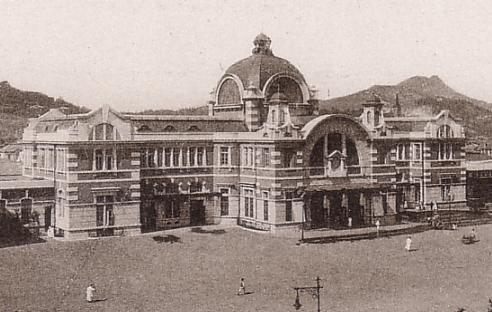
Bahnhof Keijō (heutiges Seoul), Aufnahme vor 1945

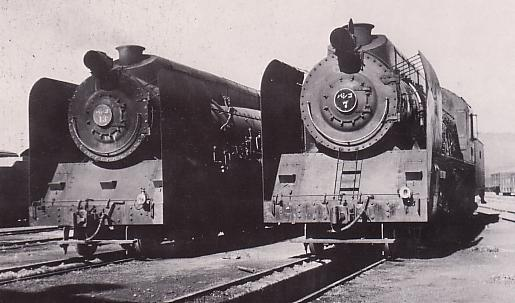
Zwei in Chōsen eingesetzte Dampflokomotiven des Types „Pashiko“ (Aufnahme zwischen 1910 und 1945)

Einige wenige Eisenbahnstrecken entstanden schon in der Zeit der Joseon-Dynastie (bis 1897) und des Kaiserreichs Korea (1897 bis 1910) bzw. während der Zeit, als Korea ein Protektorat Japans war (1905 bis 1910). So wurde 1896 eine Konzession durch den koreanischen König Gojong an den in Yokohama ansässigen amerikanischen Geschäftsmann James R. Morse der „American Trading Co“ vergeben. Dies erlaubte den Bau einer Strecke von Chemulpo nach Hanseong. Die japanische Gesellschaft „The Seoul-Chemulpo Railway Syndicate“ erwarb Ende 1899 das Eigentum an der Bahn, die bis 1897 auf der 30 km langen Teilstrecke Chemulpo-Noriangdschin fertiggestellt war. Die neue Eigentümerin vollendete bis 1900 die restlichen 9 km der Strecke bis Hanseong.  Bereits vier Jahre später wurde am 25. Februar 1903 die Strecke von der Hanseong-Busan-Eisenbahngesellschaft gekauft. Diese Bahn diente vorwiegend der Personenbeförderung, zumal für Frachten der bis Hanseong schiffbare Han-Fluss verfügbar war.
Eine weitere Konzession wurde im selben Jahr an die französische Gesellschaft Fives-Lille für die Strecke von Hanseong nach Sinŭiju erteilt. Mangels ausreichender finanzieller Mittel wurden die Arbeiten erst 1902 begonnen, wobei aber nur etwa 10 km Trassen-Unterbau ohne Schienenlage errichtet wurden. Die Konzession wurde schließlich an die kaiserliche Regierung zurückgegeben. Die japanische Armeeleitung, die ihre Truppentransporte ungefährdet zu Lande vornehmen wollte, nahm die Fertigstellung der Linie gleich nach dem Ausbruch des Russisch-Japanischen Krieges in die Hand und erreichte es, bis 1905 mit einem Kostenaufwand von 20 Millionen Yen die Strecke provisorisch betriebsfähig zu machen.
1898 wurde eine letzte Konzession durch den koreanischen Kaiser Gojong für die Strecke von Hanseong nach Busan an die japanische „Keifu-Railway Co.“ vergeben.

## Schienenverkehr in Chōsen
1910 wurde Korea unter dem Namen Chōsen Teil des Japanischen Kaiserreiches. Die zu dieser Zeit errichteten Bahnstrecken bilden auch heute noch den überwiegenden Teil und das Grundgerüst des heutigen Schienennetzes in Nord- und Südkorea.

### Übergang zur Staatsbahn
Nach dem Kauf der koreanischen Strecken durch die japanische Regierung im Jahre 1906 wurden diese durch die Japanische Staatsbahn verwaltet. Ab dem 1. Oktober 1910 unterstanden die Bahnen dem japanischen General-Gouvernement Chōsen.
Unter der japanischen Verwaltung wurde 1914 die Strecke von Keijō nach Genzan sowie die Linie von Taiden nach Mokupo gebaut.
In einem Zwölfjahresplan wurde 1927 die Erweiterung des Bahnnetzes festgelegt und die entsprechenden Mittel vom japanischen Reichstag zur Verfügung gestellt. 1941 wurde während des Zweiten Weltkrieges der weitere Eisenbahnbau eingestellt.

### Privatbahnen
Der Bau von Stichbahnen wurde Privatbahnen überlassen. Hierzu wurde im Jahre 1912 ein Gesetz für Bau, Betrieb und Überwachung erlassen, wobei die Stichbahnen nur in Schmalspur ausgeführt werden durften.
Ab 1920 durften alle neuen Strecken nur noch in Normalspur gebaut werden. Mit diesem Gesetz wurden auch Dampf- und Elektroantrieb festgeschrieben.
Die Anzahl der Privatbahngesellschaften stieg von sieben (1927) auf zwölf (1936), finanziert wurden diese vielfach mit Hilfe der Chōsen Ginkō.

## Schienennetz
Das Schienennetz setzte sich aus Hauptlinien der Staatsbahn (SB) zusammen, von denen Zweiglinien abgingen, die von der Staatsbahn (SB) oder von Privatbahnen (PB) betrieben wurden. Im Nordosten Chōsens betrieb die Südmandschurische Eisenbahn (SMB) zwei Linien.
Die Sortierung der folgenden Streckenaufstellung orientiert sich an der Arbeit von W. Paschen (1940) und gibt den Stand von 1936 wieder. In der Tabelle des Schienennetzes wurde in der ersten Zeile die aktuellen koreanischen Namen benutzt und in der zweiten Zeile die japanischen Namen, da die meiste Literatur diese Schreibweise nutzt. Konnten japanische Namen nicht eindeutig den koreanischen Orten zugewiesen werden, so sind diese Ortsnamen kursiv geschrieben.

### Keifu-Linie

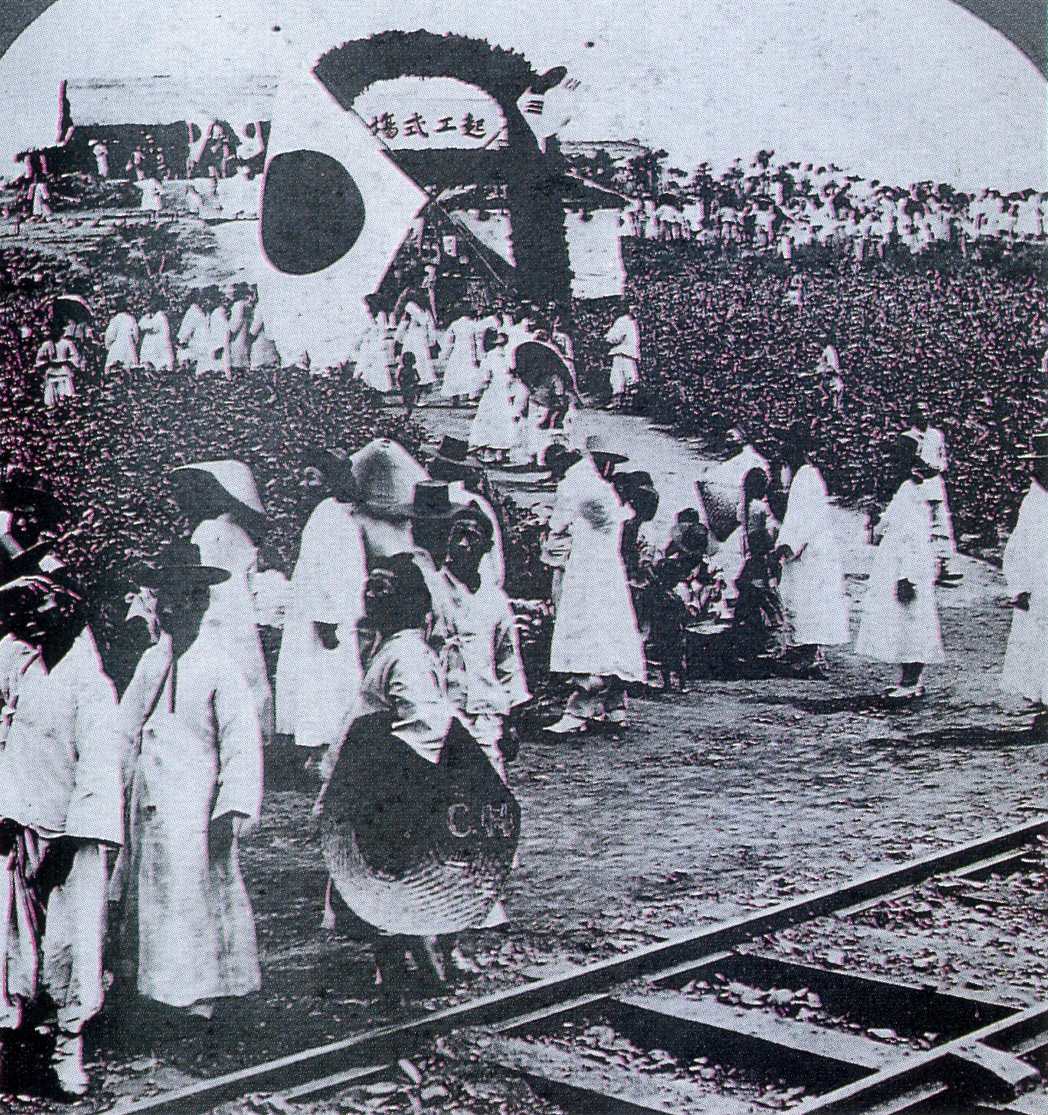
Eröffnungsfeier der Gyeongbu-Eisenbahnstrecke

| Name der Linie            | Strecke                                        | Art | Strecken- länge | Bemerkung                                                        |
| ------------------------- | ---------------------------------------------- | --- | --------------- | ---------------------------------------------------------------- |
| Gyeongbuseon Keifu-Linie  | Seoul – Busan Keijō – Fusan                    | SB  | 450 km          | Bau: 1902 – 1904 Eröffnung Nov. 1905 für den allgemeiner Verkehr |
| Gyeonginseon Keijin-Linie | Seoul, Yeongdeungpo – Incheon Yeitoho – Jinsen | SB  | 31 km           | Bau: 1897 – 1900 Eröffnung 8. Juli 1900 für die Gesamtstrecke    |
|                           | Incheon – Jinsen – Rejshu                      | PB  |                 |                                                                  |
| Anseongseon Anjō-Linie    | Cheonan – Anseong Tenan – Anjō                 | PB  |                 |                                                                  |
| Janghangseon              | Cheonan – Janghang Tenan – Choko               | PB  |                 |                                                                  |
|                           | Jochiwon Bf. - Chungju Bf. Chochiin – Chushu   | PB  |                 |                                                                  |
| Gyeongbukseon             | Gimcheon – Kinsen – Gijo                       | PB  |                 |                                                                  |

### Keigi-Linie
| Name der Linie                  | Strecke                                                              | Art | Strecken- länge | Bemerkung                                                                               |
| ------------------------------- | -------------------------------------------------------------------- | --- | --------------- | --------------------------------------------------------------------------------------- |
| Gyeonguiseon Keigi-Linie        | Seoul Hbf. – Sinŭiju Hbf. Keijo – Gischu                             | SB  | 496,7 km        | Bau: März 1904 – April 1905 in Schmalspur Eröffnung 1. Nov. 1911 komplett in Normalspur |
| Yongsanseon Ryuzan-Linie        | Yongsan Bf. - Ryuzan – Tojiho                                        | SB  | 7 km            |                                                                                         |
| Shinchon Verbindungslinie       | Sogang Bf. - Shinchon Bf. Seiko – Shinson                            | SB  | 1,6 km          | abgebaut am 15. Aug. 1975                                                               |
| Songnimseon Kenjiho-Linie       | Hwangju Bf. – Songnim Bf. Koshu – Kenjiho                            | SB  | 13,1 km         | Eröffnung: 1. Apr. 1908                                                                 |
| Pyeongdeokseon Heijo-Grubenbahn | Daedonggang Bf. – Sunghori Bf. Daidoko – Shokori                     | SB  | 23,3 km         | Erste Eröffnung: 1. Sep. 1911 Zweite Eröffnung: 5. Mai 1918                             |
| Pyeongnamseon Heinan-Linie      | P'yŏngyang Hbf. – Namp’o Hbf. Heijo – Chinnampo                      | SB  | 55,2 km         | Bau: Aug. 1909 – Okt. 1910                                                              |
| Bakcheonseon Hakusen-Linie      | Maengjungni Bf. - Bakcheon Bf. Mochuri – Hakusen                     | SB  | 9,3 km          | Eröffnung: 10. Dez. 1926                                                                |
| Kanganseon Shingishu-Linie      | Sinŭiju Hbf. – Sinŭiju-Kangan Bf. Shingishu – Shingishu-Güterbahnhof | SB  | 1,8 km          | Eröffnung: 1. Nov. 1911                                                                 |

### Konan-Linie
| Name der Linie        | Strecke                        | Art | Strecken- länge | Bemerkung               |
| --------------------- | ------------------------------ | --- | --------------- | ----------------------- |
| Honamseon Konan-Linie | Daejeon – Mokpo Taiden – Moppo | SB  | 260 km          | Eröffnung 11. Jan. 1914 |
| Kunsan-Linie          | Iksan – Gunsan Riri – Kunsan   | SB  | 25 km           | Eröffnung Herbst 1912   |

### Keizen-Linie
| Name der Linie                  | Strecke                                | Art | Strecken- länge | Bauzeit                                                     |
| ------------------------------- | -------------------------------------- | --- | --------------- | ----------------------------------------------------------- |
| Gyeongjeonseon Süd-Keizen-Linie | Samnangjin – Jinju Sanroshin – Shinshu | SB  | 110 km          | Bau bis Masan vom Aug. 1904 bis Mai 1905 Neubau 1907 – 1909 |
| Jinhaeseon Chinkai-Linie        | Changwon – Jinhae Shogen – Chinkai     | SB  | 20 km           |                                                             |
| Jeollaseon Nord-Keizen-Linie    | Iksan - Riri – Yaho                    | SB  | 106 km          |                                                             |
| Koshu-Linie                     | Gwangju – Damyang Koshu – Tanyo        | SB  | 22 km           |                                                             |

### Tokai-Linie
| Name der Linie                      | Strecke                                              | Art | Strecken- länge | Bemerkung                                 |
| ----------------------------------- | ---------------------------------------------------- | --- | --------------- | ----------------------------------------- |
| Donghaenambuseon Tokai-Südlinie     | Busan Busanjin Bf. – Ulsan Hbf. Fusanshin – Urusan   | SB  | 73,0 km         | Eröffnung: 16. Dez. 1921                  |
| Donghaejungbuseon Tokai-Mittellinie | Daegu Daegu Bf. – Pohang Haksan Bf. Taikyu – Kakusan | SB  | 107,4 km        | Bau: 1917 – 1919 Eröffnung: 27. Juni 1919 |
| Donghaenambuseon Tokai-Mittellinie  | Gyeongju Bf. – Ulsan Hbf. Keishu – Urusan            | SB  | 39,3 km         | Eröffnung: 25. Okt. 1921                  |
| Donghaebukbuseon Tokai-Nordlinie    | Anbyeon Bf. - Ganseong Bf. Ambe – Kanjo              | SB  | 150,7 km        | Bau: 1929 – 1935 Eröffnung: 1. Nov. 1935  |

### Keigen-Linie
| Name der Linie             | Strecke                                     | Art | Strecken- länge | Bemerkung                                 |
| -------------------------- | ------------------------------------------- | --- | --------------- | ----------------------------------------- |
| Gyeongwonseon Keigen-Linie | Seoul, Yongsan – Wonsan Hbf. Keijo – Gensan | SB  | 223,7 km        | Bau: 1911 – 1914 Eröffnung: 21. Aug. 1914 |

### Heigen-Linie
| Name der Linie             | Strecke                                            | Art | Strecken- länge | Bemerkung                                |
| -------------------------- | -------------------------------------------------- | --- | --------------- | ---------------------------------------- |
| Pyeongwonseon Heigen-Linie | Pjöngjang, Seopo Bf. - Yangdeok Bf. Seiho – Yodoku | SB  | 123,9 km        | Bau: 1926 – 1936 Eröffnung: 1. Nov. 1936 |

### Kankyo-Linie
| Name der Linie                   | Strecke                                                | Art | Strecken- länge | Bemerkung                               |
| -------------------------------- | ------------------------------------------------------ | --- | --------------- | --------------------------------------- |
| Hamgyeongseon Kankyo-Linie       | Wonsan Hbf. – Chongjin Suseong Bf. Gensan – Yujo       | SB  | 532,8 km        | Bau: 1914 – 1928 Eröffnung: 1 Sep. 1928 |
| Cheonnaeseon Sennairi-Linie      | Ryongdam Bf. - Cheonnae Bf. Ryutan – Sennairi          | SB  | 4,4 km          | Eröffnung: 1. Nov. 1927                 |
| Bukcheongseon Hokusei-Linie      | Sinbukcheong Bf. - Bukcheong Hbf. Sinhokusei – Hokusei | SB  | 9,4 km          | Eröffnung: 20. Sep. 1929                |
| Riwoncheolsanseon Tetsusan-Linie | Rahung Bf. - Riwoncheolsan Bf. Rako – Rigentetsusan    | SB  | 3,0 km          | Eröffnung: 20. Sep. 1929                |
| Chahoseon Shako-Linie            | Jungsan Bf. - Chaho Bf. Sosan – Shako                  | SB  | 4,9 km          | Eröffnung: 20. Sep. 1929                |

### Sonstige Hauptlinien
| Name der Linie                      | Strecke                                       | Art | Strecken- länge | Bemerkung                                 |
| ----------------------------------- | --------------------------------------------- | --- | --------------- | ----------------------------------------- |
| Manposeon Mampo-Linie               | Suncheon Bf. - Hwaam Bf. Junsen – Jensen      | SB  | 203,1 km        | Bau: 1918 – 1936 Eröffnung: 1. Dez. 1936  |
| Gaecheonseon Keisen-Linie           | Sinanju Bf. - Gaecheon Bf. Shinanshu – Kaisen | SB  | 29,5 km         | Bau: 1916 – 1918                          |
| Ryongamseon Ryuto-Linie             | Gujang Hbf. - Ryongam Bf. Kyujo – Ryuto       | SB  | 7,4 km          | Eröffnung: 1. Apr. 1934                   |
| Baekdusan-Jugend-Linie Keisan-Linie | Gilju Hbf. - Unhung Bf. Kisshu – Hotori       | SB  | 99,7 km         | Bau: 1933 – 1935 Eröffnung: 1. Sep. 1935  |
| Baengmuseon Hakumo-Linie            | Baegam Bhf. - Yupyeongdong Hakugan – Yuheidou | SB  | 100,5 km        | Bau: 1934 – 1936 Eröffnung: 16. Okt. 1936 |

### Südmandschurische Eisenbahngesellschaft
| Name der Linie             | Strecke                                             | Art | Strecken- länge               |
| -------------------------- | --------------------------------------------------- | --- | ----------------------------- |
| Hamgyeongseon Kankyo-Linie | Chongjin Suseong Bf. - Hoeryeong Hbf. Yujo – Kainei | SMB | 93,8 km einschl. Zweigbahnen  |
| Domuseon Tomon-Linie       | Hoeryeong Hbf. - Seonbong Bf. Kainei – Yuki         | SMB | 220,4 km einschl. Zweigbahnen |

## Schienenfahrzeuge

### Normalspurige Dampflokomotiven
Die Klassifizierung der normalspurigen Dampflokomotiven erfolgte mit an die amerikanische Bezeichnung der Achsfolge angelehnte Namen. Der Name  Puri kommt zum Beispiel von einer Verballhornung des amerikanischen Wortes Prairie nach der Bauartbezeichnung von Triebfahrzeugen nach Whyte:
- Ame-Klasse (アメ/아메) - „American“, 4-4-0
- Baru-Klasse (バル/발틱) - „Baltic“, 4-6-4
- Goro-Klasse (ゴロ/고로) - „Columbia“, 2-4-2

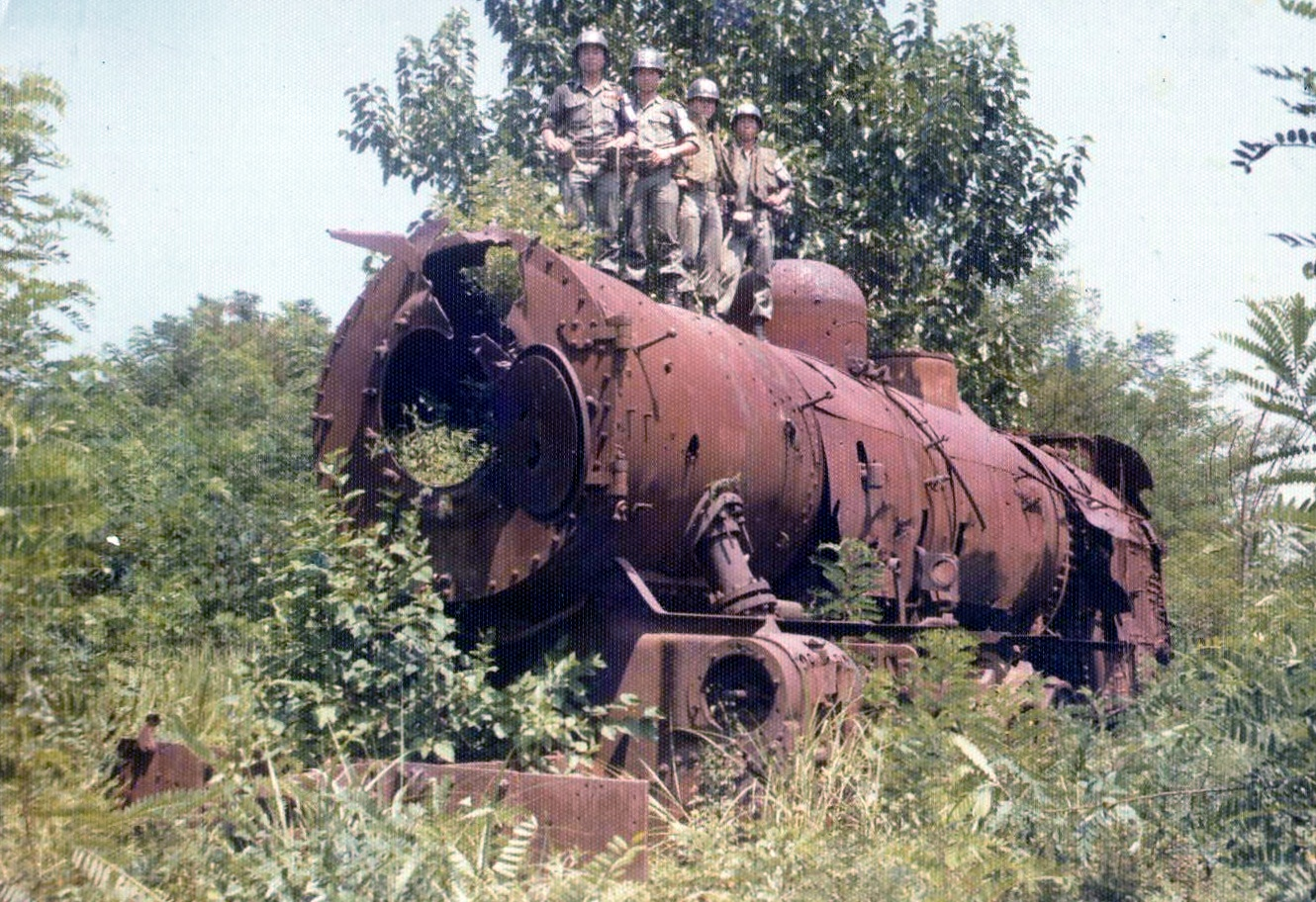
Mate-Klasse (マテ/마터)

- Mate-Klasse (マテ/마터) - „Mountain“, 4-8-2
- Mika-Klasse (ミカ/미카) - „Mikado“, 2-8-2
- Moga-Klasse (モガ/모가) - „Mogul“, 2-6-0
- Sata-Klasse (サタ/사타) - „Santa Fe“, 2-10-2
- Sori-Klasse (ソリ/소리) - „Consolidation“, 2-8-0
- Pashi-Klasse (パシ/파시) - „Pacific“, 4-6-2

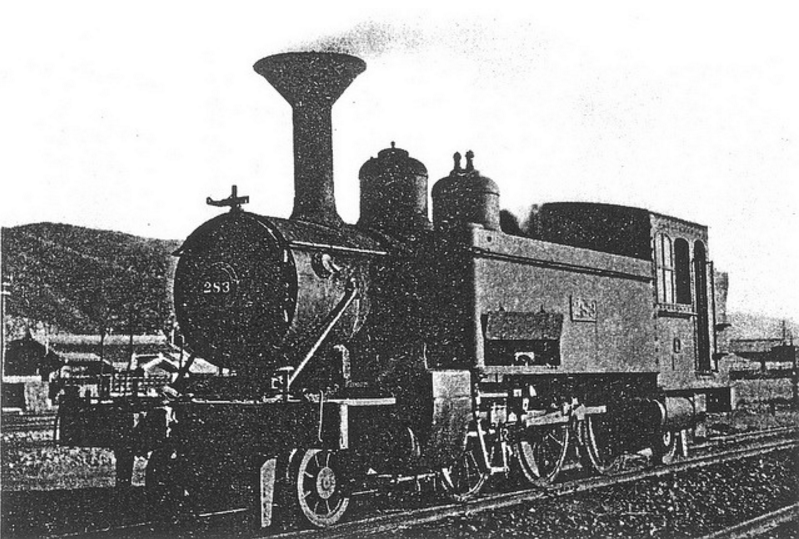
Puri-Klasse (プレ/푸러)

- Puri-Klasse (プレ/푸러) - „Prairie“, 2-6-2
- Teho-Klasse (テホ/터우) - „Ten-Wheeler“, 4-6-0
- Yonrin-Klasse (4輪/4륜) - „Four-Wheeler“, 0-4-0

Die Nummerierung in der dritten Silbe der Klassifizierung besteht aus abgekürzten japanischen Zahlen:
- 1 - i (イ), von イチ, „ichi“
- 2 - ni (ニ), von ニ, „ni“
- 3 - sa (サ), von サン, „san“
- 4 - shi (シ), von シ, „shi“
- 5 - ko (コ), von ゴ, „go“
- 6 - ro (ロ), von ロク, „roku“
- 7 - na (ナ), von ナナ, „nana“
- 8 - ha (ハ), von ハチ, „hachi“
- 9 - ku (ク), von ク, „ku“
- 10 - chi (チ), von ヂウ, „jyu“

### Schmalspurige Dampflokomotiven
Die schmalspurigen Dampflokomotiven waren in 11 Gruppen der Naki-Klasse (ナキ) unterteilt.

### Elektrolokomotiven
Die normalspurigen Elektrolokomotiven waren in folgende drei Klassen unterteilt:
- Elektrolokomotiven der DeRoI-Klasse (Toshiba)
- Elektrolokomotiven der DeRoI-Klasse (Mitsubishi)
- Elektrolokomotiven der DeRoNi-Klasse

### Triebwagen und Schienenbusse

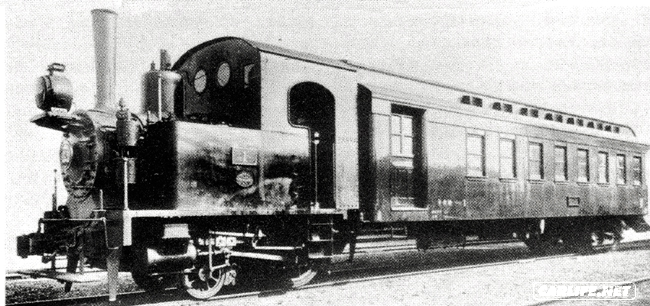
Dampftriebwagen der Shiki1-Klasse

Triebwagen und Schienenbusse waren in folgende vier Klassen unterteilt:
- normalspurige Dampftriebwagen der Shiki-Klasse (シキ/시그)
- schmalspurige Benzin-Schienenbusse der Nakeha-Klasse (ナケハ/혀게하)
- normalspurige Benzin-Schienenbusse der Keha-Klasse (ケハ/게하)
- normalspurige Diesel-Schienenbusse der Jiha-Klasse (ジハ/디하)

## Verkehrsleistung
Die Betriebslänge des Bahnnetzes Chōsens betrug im Jahre 1939 bei der Staatsbahn 3831 km. Durch die Südmandschurische Eisenbahngesellschaft wurden eine Strecke von 346 km betrieben, während 1234 km zu Privatbahnen gehörten.
| Jahr | Art                         | Betriebs- länge | Fahrgäste | Güter      |
| ---- | --------------------------- | --------------- | --------- | ---------- |
| 1911 | Staatsbahn                  | 1078 km         | 2,0 mio   | 0,9 mio t  |
| 1920 | Staatsbahn                  | 1851 km         | 12,4 mio  | 3,2 mio t  |
| 1930 | Staatsbahn                  | 2792 km         | 20,7 mio  | 5,9 mio t  |
| 1939 | Staatsbahn                  | 3831 km         | 45,1 mio  | 13,9 mio t |
| 1939 | Privatbahnen                | 1234 km         | 11,4 mio  | 2,9 mio t  |
| 1939 | Südmandschurische Eisenbahn | 346 km          |           |            |

## Sonstige Bahnen
Neben den Vollbahnen gab es in Chōsen auch drei Straßenbahnnetze. Diese bestanden in den Städten Keijō, Heijō und Fusan.

### Straßenbahn Keijō

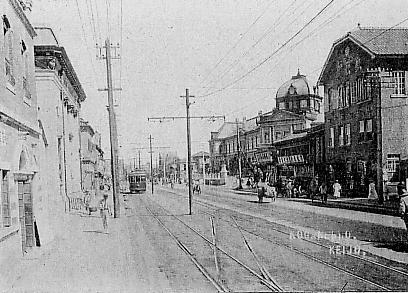
Straßenbahn in Keijō (Aufnahme aus der Zeit von 1910 bis 1945)

Die elektrische Straßenbahn in Keijō, der jetzigen Stadt Seoul, wurde von der „American-Korean Electric Co.“ gebaut und am 1. Mai 1899 eröffnet, also noch vor der Eingliederung Koreas in das Japanische Kaiserreich. Im Jahre 1909 wurde diese an die „Nikkan Gas & Electric Co.“ verkauft.
Die Straßenbahn hatte die Spurweite von 1067 mm (Kapspur). Die Betriebslänge betrug 1914 ca. 26 km.

### Straßenbahn Heijō

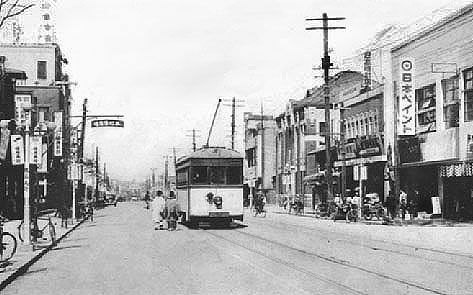
Blick auf die während der japanischen Kolonialzeit gebauten Straßenbahn Heijō

In Heijō, der jetzigen Stadt Pjöngjang, verband im Jahre 1914 eine ca. 2 km lange Bahnstrecke den Bahnhof mit der Stadt, deren Wagen von Menschen (Kuli-Bahn) geschoben wurden. Sie hatte eine Spurweite von 610 mm.
Im Jahre 1923 wurde die vorhandene Bahn durch ein elektrisches Straßenbahnsystem ersetzt.
Dieses Straßenbahnnetz ist, mit einer Unterbrechung von über 30 Jahren, das letzte der drei Straßenbahnnetze, welche bis in die heutige Zeit auf der Koreanischen Halbinsel überlebt hat.

### Straßenbahn Fusan

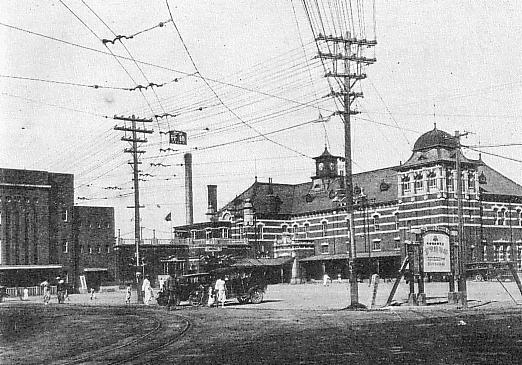
Blick auf den Bahnhof Fusans um 1930. Im Vordergrund links die Straßenbahntrasse.

In Fusan, der jetzigen Stadt Busan, wurde die erste Dampfstraßenbahn 1910 zu den heißen Quellen von Dongnae-gu von der Firma „Fusan Railway Co.“ in der Spurweite 762 mm gebaut.
Am 31. Oktober 1915 wurde die erste elektrische Straßenbahn in der Stadt in Betrieb genommen. Die Streckenlänge betrug 1914 ca. 22 km. Die Strecken wurden 1931 von einer Spurweite von 762 mm auf die Kapspur von 1067 mm umgespurt.
In den 1950er Jahren erwarb das Unternehmen gebrauchte Straßenbahnfahrzeuge aus Atlanta und Los Angeles. Der Betrieb der Straßenbahn wurde am 20. Mai 1968 eingestellt.